# Les Jours
Pour les articles homonymes, voir Jour (homonymie) et Jours.
Les Jours est un site Web d'actualité français lancé en 2016 par une équipe composée principalement d'anciens journalistes du quotidien Libération. Le site traite de sujets d'actualité par le biais de séries d'articles, nommées « obsessions », semblables au fonctionnement des séries télévisées. Le média fait également éditer sous forme de livres certaines de ses séries les plus populaires.
Les Jours est reconnu service de presse en ligne d'information politique et générale par la Commission paritaire des publications et des agences de presse (CPPAP).

## Lancement et financement
En 2014, alors que se profile un plan social au sein de Libération, une partie des journalistes envisage son avenir à travers la création d'un média en ligne sur abonnement. L'annonce officielle du projet est faite le 10 mars 2015 et en juin de la même année, l'équipe lance une campagne de financement participatif accompagnée de clips mettant en scène André Manoukian. L'opération menée sur KissKissBankBank permet à l'équipe de récolter 80 175 euros.
Le 11 février 2016, Les Jours lance sa version pilote accessible aux 1 500 pré-abonnés de l'opération de financement participatif, ainsi qu'aux nouveaux abonnés pour un euro mensuel. Le tarif définitif annoncé est de 9 euros par mois ou 90 euros par an. En complément des revenus issus des abonnements, le site compte plusieurs investisseurs privés et entend lever des fonds via une campagne de financement participatif par titres. Le capital reste quant à lui majoritairement aux mains des cofondateurs qui en possèdent près de 90 %. Les fondateurs sont : Olivier Bertrand, Nicolas Cori, Sophian Fanen, Alice Géraud, Raphaël Garrigos, Antoine Guiral, Augustin Naepels, Isabelle Roberts et Charlotte Rotman. 
En avril 2016, Les Jours compte comme actionnaires externes Xavier Niel, Matthieu Pigasse, Pierre-Antoine Capton, Olivier Legrain, Marc-Olivier Fogiel, Hervé Chabalier et Jean-François Guichard ainsi que le groupe « La famille et les amis » qui rassemble les proches des cofondateurs,.
L'objectif initial de l'équipe est d'atteindre 8 000 abonnés fin 2016 et 25 000 abonnés après trois ans. Le nombre d'abonnés permettant au site d'être à l'équilibre est annoncé autour de 15 000. Pour son troisième anniversaire, le 23 mai 2019, le site annonce 11 000 abonnés et monte jusqu'à 13 000 en mars 2021 avant de redescendre autour des 10 000.

## Contenu
Sur leur site, les journalistes des Jours traitent l'actualité sous forme de séries qu'ils nomment des « obsessions ». Ces obsessions sont ensuite découpées à la façon d'une série télévisée, en épisodes.

### Diffusion papier
En septembre 2016, Les Jours s'associe aux éditions du Seuil pour éditer au format papier des ouvrages issus des contenus publiés en ligne. Le premier volume est consacré au groupe Canal+ sous la direction de Vincent Bolloré. En 2019, les 7 ouvrages publiés à partir des articles du titre se sont écoulés à 80 000 exemplaires au total.
Liste des titres parus :
- Raphaël Garrigos et Isabelle Roberts, L'empire : comment Vincent Bolloré a mangé Canal +, Paris, Seuil, septembre 2016, 191 p. (ISBN 978-2-02-134718-0)
- David Thomson, Les Revenants : ils étaient partis faire le jihad, ils sont de retour en France, Paris, Seuil, décembre 2016, 304 p. (ISBN 978-2-02-134939-9)
- Patricia Tourancheau, Le 36 : histoires de poulets, d'indics et de tueurs en série, Paris, Seuil, mars 2017, 352 p. (ISBN 978-2-02-135653-3)
- Patricia Tourancheau, Grégory : la machination familiale, Paris, Seuil, janvier 2018, 192 p. (ISBN 978-2-02-138956-2)
- Patricia Tourancheau, Le magot : Fourniret et le gang des Postiches, Paris, Seuil, mars 2019, 224 p. (ISBN 978-2-02-141982-5)

En 2019, les jours commencent à travailler avec les éditions Marabout : 
- Michel Henry, Massilia Foot System : Marseille au rythme de l'OM, Vanves/Paris, Éditions Marabout / Les Jours, janvier 2019, 240 p. (ISBN 978-2-501-13990-8)
- Cécile Cazenave, Il faut sauver le soldat Maya : une saison avec les abeilles alerte, Vanves/Paris, Éditions Marabout / Les Jours, février 2020, 154 p. (ISBN 978-2-501-14773-6)

Autres maisons d'édition
- Taina Tervonen, Au pays des disparus, Paris, Fayard, 10 avril 2019, 256 p. (ISBN 978-2-213-71239-0)
- Catherine Mallaval et Mathieu Nocent, Scènes de crime : dans le labo de la gendarmerie scientifique, Flammarion / Les Jours, mai 2022, 288 p. (ISBN 978-2-08-026398-8)
- Sophian Fanen, Amy pour la vie, Paris, Novice/Les Jours, 2024, 124 p. (ISBN 978-2-492301-43-8)

### Contenu audio
Début 2020, à l'occasion de l'annonce du rachat des contenus de la plateforme de contenus audios « Les croissants », l'équipe des Jours annonce l'arrivée d'une section dédiée aux productions sonores.

## Prix
David Thomson a remporté le prix Albert-Londres 2017 dans la catégorie livre pour Les Revenants (co-édition Le Seuil/Les Jours), première série publiée sur Les Jours,.
Taina Tervonen a remporté le prix Louise-Weiss du journalisme européen en 2019 pour sa série Les disparus,.  
Camille Polloni a remporté un prix éthique Anticor en 2019 pour sa série À la poursuite de l'argent sale. Aurore Gorius a remporté un prix éthique Anticor en 2020 pour ses séries sur les coulisses du pouvoir : Les conseillers, Les lobbyistes et Avaler la pilule,,.
En 2022, Lena Bjurström a remporté le prix Louise-Weiss dans la catégorie Climat pour sa série Samis pour la vie.

## Incident en Turquie
Le 11 novembre 2016, le journaliste Olivier Bertrand, cofondateur du site, est arrêté par la police turque et placé en garde à vue alors qu'il était en reportage à Gaziantep. Il est libéré trois jours plus tard pour être expulsé vers la France.